# 더글러스 C-47 스카이트레인

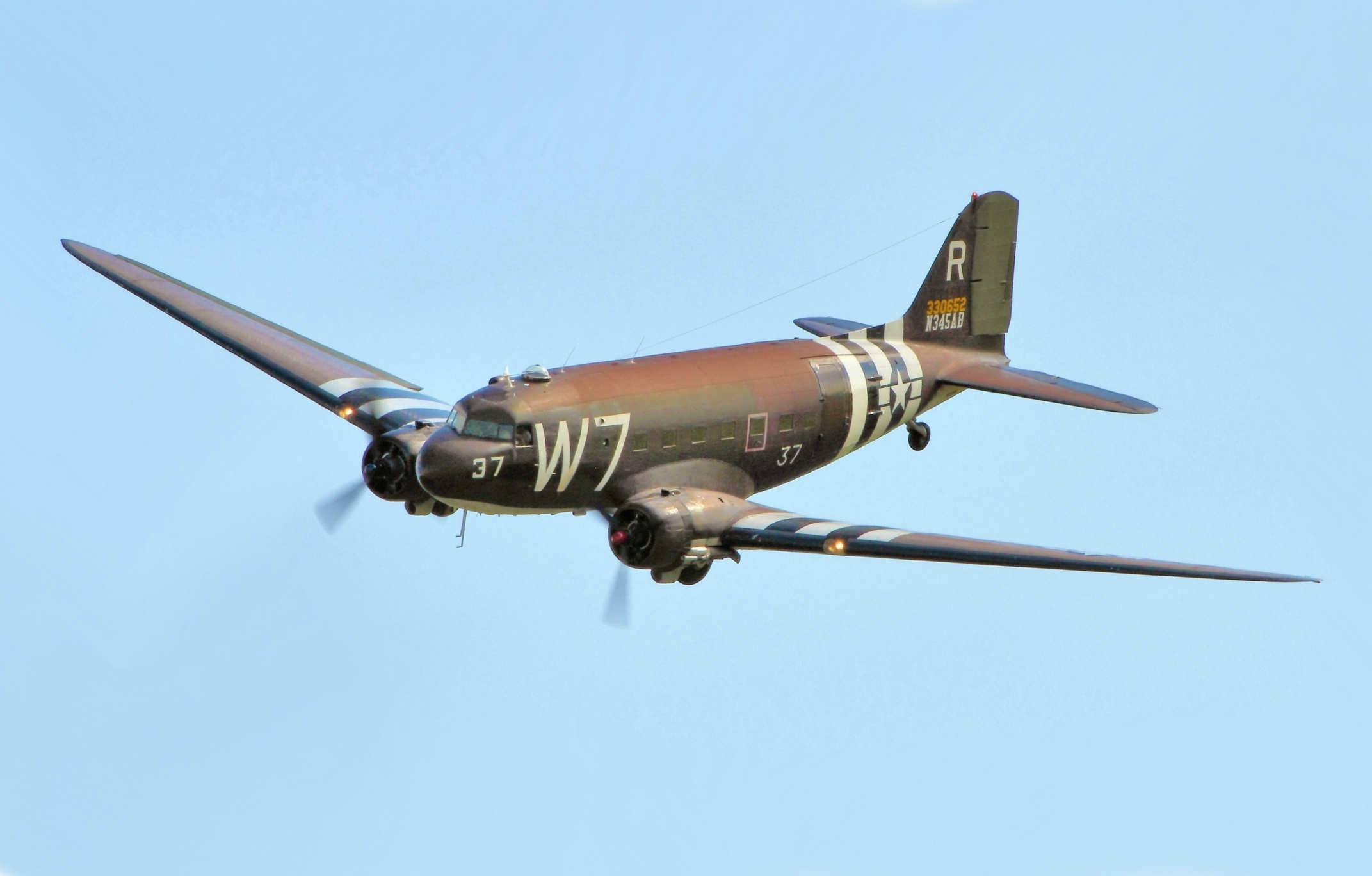

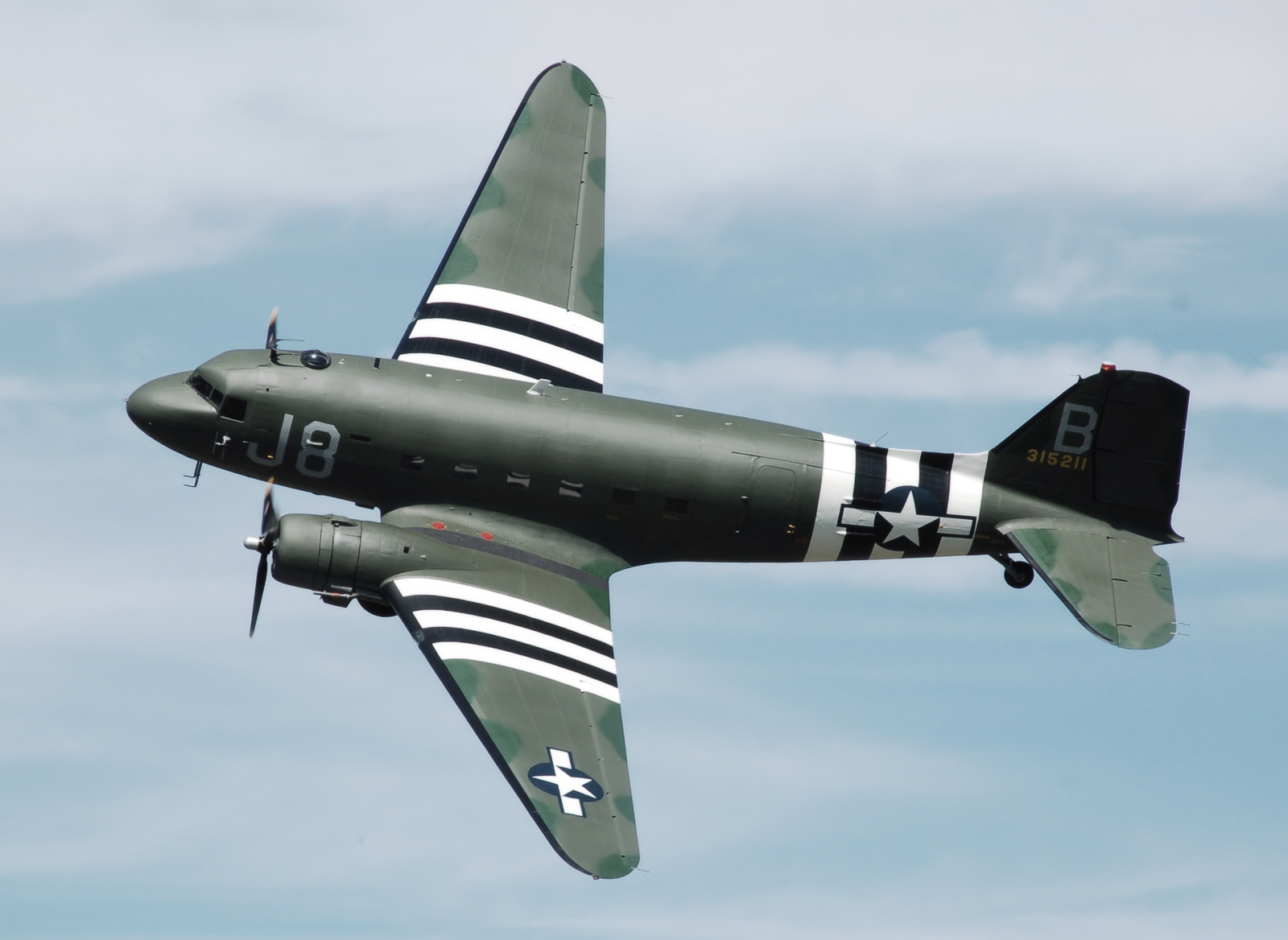
노르망디 상륙작전 당시의 C-47 도장

더글러스 C-47 스카이트레인(Douglas C-47 Skytrain) 또는 C-53 스카이트루퍼 다코타(C-53 Skytrooper Dakota)는 미국 공군의 수송기이다. 더글러스 DC-3 여객기를 수송기로 개조했다. 2차대전 연합군이 대규모로 사용했다.

## 역사
최대이륙중량 14톤에 2엽 프로펠러인 더글러스 C-47 스카이트레인은 2차대전, 태평양 전쟁 등에서 맹활약했다. 제101공수사단 참조. 이후에 최대이륙중량 33톤에 4엽 프로펠러인 더글러스 C-54 스카이마스터로 대체되었다.

## 드라마
밴드 오브 브라더스에서 미육군 제101공수사단의 이지중대(Easy Company)가 C-47 수십대를 타고 1944년 6월 노르망디 상륙작전을 지원하기 위해, 영국의 공군기지에서 이륙해 독일이 점령한 프랑스 후방에 낙하한다. 2020년 기준으로, 한국은 수송기에서 낙하산을 타고 전장에 투입되는 부대는 육군 특수부대인 특전사가 유일한데, 이지중대는 낙하산으로 투입되는 육군 일반보병 부대이다.

## 유엔
2차대전 종식되고 창설된 유엔의 유엔 헌장에는 모든 유엔 회원국들이 국제긴급사태에 대응하기 위해 공군 수송기로 전세계 어디나 즉시 투입되는 낙하산 보병을 갖출 것을 요구하고 있다. 그러나 미국도 제101공수사단, 제82공수사단의 2개 사단만이 일반보병으로 구성된 낙하산 부대이다. 한국에는 아예 그런 낙하산 일반보병은 없다. 유엔 헌장의 요구는 강제성이 있는 것은 아니고, 또한 꼭 공중에서 낙하산으로 투하해야 한다는 것도 아니다. 이러한 유엔 규정의 배경에는, 2차대전 당시 낙하산 보병을 대규모로 투하한 것으로 유명한 C-47이 있다.
유엔 헌장 제45조 국제연합이 긴급한 군사조치를 취할 수 있도록 하기 위하여, 회원국은 합동의 국제적 강제조치를 위하여 자국의 공군파견부대를 즉시 이용할 수 있도록 유지한다. 이러한 파견부대의 전력과 준비정도 및 합동조치를 위한 계획은 제43조에 규정된 1 또는 그 이상의 특별협정에 규정된 범위안에서 군사참모위원회의 도움을 얻어 안전보장이사회가 결정한다.

## 대한민국
C-47은 대한민국 공군이 최초로 보유한 수송기이다. 1950년 대통령 전용기로도 사용되었다.
대한민국 공군은 RC-800이 배치되기 이전까지 EC-47Q 전자전기를 운용했다.
2020년 기준으로, 한국 공군은 최대이륙중량 15톤 CN-235 수송기 20대를 운용중이다. 최대이륙중량 14톤 C-47과 비슷한 크기이며, 2엽 프로펠러이다. 4엽 프로펠러 수송기로는 세계적인 베스트셀러인 록히드 C-130 허큘리스을 사용한다.

## 제원 (C-47B-DK)
일반 특성
- 승무원: 4명
- 수용량: 28명
- 길이: 63 ft 9 in (19.43 m)
- 날개폭: 95 ft 6 in (29.11 m)
- 높이: 17 ft 0 in (5.18 m)
- 날개면적: 987 sq ft (91.7 m2)
- 경하중량: 18,135 lb (8,226 kg)
- 만재중량: 26,000 lb (11,793 kg)
- 최대이륙중량: 31,000 lb (14,061 kg)
- 엔진: 2 × Pratt & Whitney R-1830-90C Twin Wasp 14-cylinder air-cooled radial piston engines, 1,200 hp (890 kW) each

성능
- 최고속도: 224 mph (360 km/h, 195 kn) at 10,000 ft (3,000 m)
- 거리: 1,600 mi (2,600 km, 1,400 nmi)
- 항속거리: 3,600 mi (5,800 km, 3,100 nmi)
- 최고고도: 26,400 ft (8,000 m)

## 운용 국가
- 아르헨티나
- 오스트레일리아
- 벨기에
- 베냉
- 비아프라
- 방글라데시
- 볼리비아
- 브라질
- 미얀마
- 캄보디아
- 캐나다[1]
- 차드
- 칠레
- 중국
- 콜롬비아
- 콩고 공화국
- 콩고 민주 공화국
- 쿠바
- 체코슬로바키아
- 덴마크
- 도미니카 공화국
- 에콰도르
- 이집트
- 엘살바도르
- 에티오피아
- 핀란드
- 프랑스
- 가봉
- 나치 독일[2]
- 그리스
- 과테말라
- 아이티
- 온두라스
- 헝가리
- 아이슬란드
- 인도
- 인도네시아
- 팔라비 왕조
- 이스라엘
- 이탈리아
- 코트디부아르
- 요르단
- 일본
- 케냐
- 라오스
- [[파일:{{{국기그림-과도정부}}}|22x20px|border |리비아|링크=리비아]] 리비아
- 마다가스카르
- 말라위
- 말리
- 모리타니
- 멕시코
- 모나코
- 모로코
- 네덜란드
- 뉴질랜드
- 니카라과
- 니제르
- 나이지리아
- 북로디지아[3]
- 노르웨이
- 오만
- 파키스탄
- 파나마
- 파푸아뉴기니
- 파라과이
- 페루
- 필리핀
- 폴란드
- 포르투갈
- 로디지아
- 루마니아
- 르완다
- 사우디아라비아
- 세네갈
- 남아프리카 공화국
- 대한민국
- 남베트남
- 소말리아
- 소련 (Lisunov Li-2)
- 스리랑카
- 스페인
- 스웨덴
- 싱가포르
- 시리아
- 대만
- 탄자니아
- 태국
- 토고
- 튀르키예
- 우간다
- 우루과이
- 영국
- 미국
- 베네수엘라
- 베트남
- 서독
- 예멘
- 유고슬라비아
- 자이르
- 잠비아[3]

## 같이 보기
- 더글러스 DC-3
- 리수노프 Li-2
- 융커스 Ju 52